# Ludwig Martin Jetschke

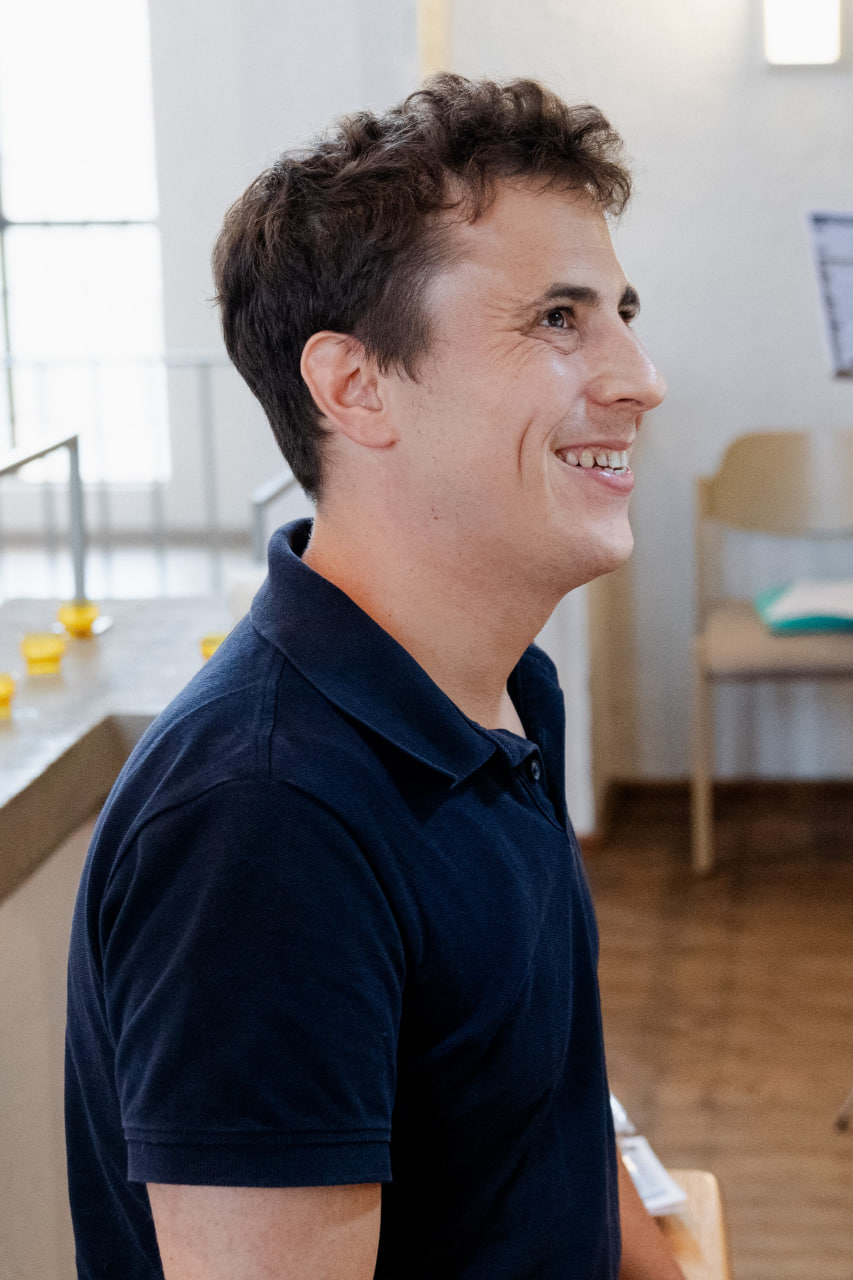
Ludwig Martin Jetschke (2024)

Ludwig Martin Jetschke (* 23. Januar 1989 in Würzburg) ist ein deutscher Organist und Gymnasiallehrer. Er wurde über seinen YouTube-Kanal „Lingualpfeife“ bekannt.

## Leben

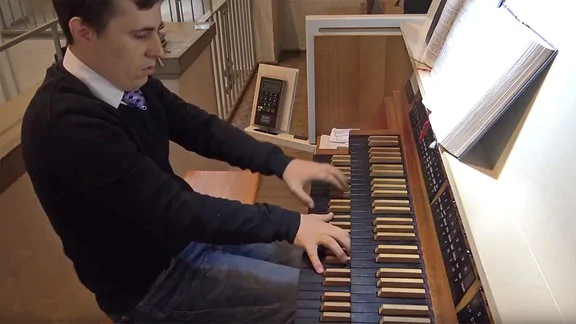
Jetschke an der Orgel in St. Laurentius Würzburg-Heidingsfeld

Jetschke wuchs in der katholischen Würzburger Pfarrgemeinde St. Laurentius Heidingsfeld auf, wo er ab dem 13. Lebensjahr das Orgelspiel erlernte. 2003 spielte er erstmals öffentlich in einem Gottesdienst. 2005 erlangte er an der Jakob-Stoll-Realschule in Würzburg den Realschulabschluss und begann an der Berufsfachschule für Musik Bad Königshofen mit der Vorbereitung für die Aufnahmeprüfung des Kirchenmusikstudiums, in der er das kirchenmusikalische C-Examen und die Qualifikation „Staatlich anerkannter Leiter im Laienmusizieren“ erwarb. Danach studierte er vier Semester Kirchenmusik an der Hochschule für Musik Würzburg. Dieses Studium musste er nach dem Vordiplom wegen einer Sehnenscheidenentzündung abbrechen. Nach Erreichen der allgemeinen Hochschulreife am Theresianum im Jahr 2013 studierte er an der Universität Bamberg katholische Theologie und Germanistik auf gymnasiales Lehramt. Dieses Studium schloss er 2019 mit dem ersten Staatsexamen ab und schloss in einem Aufbaustudium den Masterstudiengang Theologische Studien an. Jetschke absolvierte zwischen 2020 und 2022 in Bayern sein Referendariat am Gymnasium und ist heute als Gymnasiallehrer für Deutsch und katholische Religionslehre tätig.

## YouTube-Kanal
Am 18. März 2007 gründete Jetschke seinen YouTube-Kanal Lingualpfeife. 2012 begann er, Videos mit Orgelmusik als Inhalt hochzuladen. Zunächst lud er Videos zur allgemeinen Einführung in die Musiktheorie hoch, aus der später eine 46-teilige Videoserie entstand. Ein Durchbruch gelang ihm 2013 mit der Einführung des neuen Gotteslobes (Gemeinsames Gebet- und Gesangbuch, GGB): Zu diesem lud er Tutorials hoch und erklärte den liturgischen Hintergrund hinter den Chorälen. Seit März 2016 etablierte Jetschke regelmäßige Liveformate auf YouTube und kam in der Reihe „#LLL – Lingualpfeife labert live“ über 70 Mal direkt mit den Followern ins Gespräch über aktuelle Fragen aus dem musikalischen und theologischen Bereich. Bis 2020 stellte Jetschke rund 2500 Videos ins Netz. Ein Video mit seiner Einspielung des Chorals Großer Gott, wir loben dich (2015) wurde mit über 1,2 Millionen Aufrufen (Stand Januar 2021) besonders erfolgreich. 2017 stellte er für drei Monate den kompletten Betrieb auf dem Kanal ein, um sich auf sein Studium zu konzentrieren. Seitdem verfügt er über eine eigene Redaktion, aus der die spätere Christliche Online-Community hervorgegangen ist. Der Kanal hat 20.200 Abonnenten, und seine Videos wurden 18.600.000 Mal geklickt (Stand Mai 2021). Laut Benjamin Lassiwe (2019) ist Jetschke „der einzige katholische YouTuber Deutschlands mit einer derartigen Reichweite“.

## Christliche Online-Community
Seit 2018 entwickelte sich aus dem Kreis der Follower eine christliche Online-Community. Nachdem bis zum Jahreswechsel 2019/2020 die Messengerplattform WhatsApp als Hauptmedium diente, ist sie seitdem auf der Plattform Discord zu finden. 
Daneben betreibt die Community eine eigene Social-Media-Arbeit, u. a. auf den Plattformen YouTube, Instagram und Facebook.

## Werke
Auf MuseScore sind Orgelnoten von vier ausnotierten Improvisationen Jetschkes vorhanden:
- Toccata über „Christ ist erstanden! Von den Todesbanden“ (GGB FR 798)
- Orgelfanfare über „Lobet den Herren alle, die ihn ehren“ (GGB 81/EG 447); auch orchestrierte Fassungen
- Orgelfanfare über „Gloria, Ehre sei Gott und Friede den Menschen seiner Gnade“ (GGB 169)
- Einzugsimprovisation über „Ein Haus voll Glorie schauet“ (GGB 478); auch orchestrierte Fassungen